# Мідиця Портенка
Sorex portenkoi — вид роду мідиць (Sorex) родини мідицевих.

## Поширення
Поширений на Чукотці (Росія). Це погано вивчений вид; немає даних по екології.

## Етимологія
Вид названий на честь доктора Леоніда Олександровича Портенка (1896–1972), зоолога, насамперед орнітолога.

## Загрози та охорона
Загрози не відомі.